# ماکسیم گرسلر
ماکسیم گرسلر (انگلیسی: Maxim Gresler؛ زادهٔ ۳ ژوئن ۲۰۰۳) بازیکن فوتبال اهل آلمان است.